# Mota Tasitolu
Der Mota Tasitolu (Mota Tacitolu, Tasitolu-Fluss) ist ein zumeist trockenes System aus kleinen Flüssen und Bächen im Suco Comoro (Verwaltungsamt Dom Aleixo, Gemeinde Dili) in Osttimor.
In der Regenzeit von Ende November bis April speisen verzweigte Bäche, die an den Hängen um die Salzseen von Tasitolu entstehen das Flussbett des Mota Tasitolu der dann von Osten her in die Seen mündet. Die Seen treten dann über die Ufer und können benachbarte Straßen und Siedlungen überfluten.